# Linzer Auge (Stahlkonstruktion)

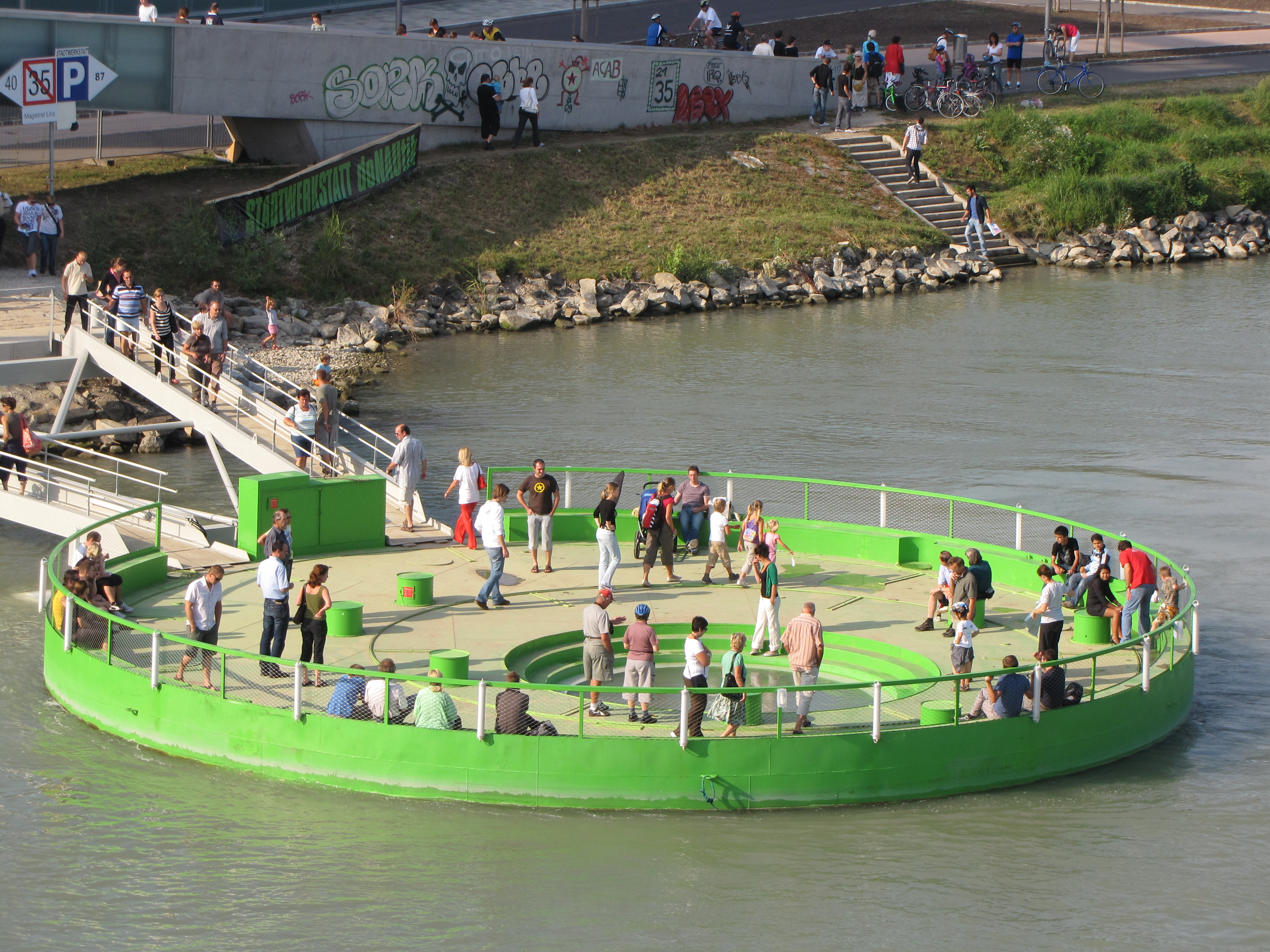
Das Linzer Auge beim AEC (2009)

Als Linzer Auge wurde eine Stahlkonstruktion in Linz bezeichnet, die von der Kammer der Architekten und Ingenieurkonsulenten für Oberösterreich und Salzburg für das Linzer Kulturhauptstadtsjahr 2009 initiiert wurde. Es handelte sich um ein Ponton, das als drehbare Plattform geplant und in der Nähe des Ars Electronica Centers in der Donau befestigt wurde. Die Plattform hatte einen Durchmesser von 16,52 Meter, eine Tragkraft von 15 Tonnen und bot Platz für 200 Personen. Die Wasseröffnung in der Mitte des Linzer Auges war ca. 40 cm tief und mit einem Sicherheitsblech versehen. Die Plattform sollte den Besuchern wegen der Lage in der Donau und der Rotation eine ungewöhnliche Perspektive auf Linz ermöglichen. Die vorgesehene Drehbewegung von ca. 0,5 m/s durch die Wasserkraft der Donau konnte aufgrund von Planungs- und Fertigungsmängeln nicht realisiert werden. Erst durch den nachträglichen Einbau eines Elektromotors wurde eine kontinuierliche Bewegung von einer Drehung in drei Minuten erreicht. Die Plattform wurde im Juni 2010 während eines Hochwassers aus der Verankerung gerissen, schwer beschädigt und versank. Nach der Bergung wurde die Plattform Anfang Juli demontiert und zum Schwerlasthafen in Linz transportiert, wo sie bis zur Fertigstellung der Sachverständigengutachten gelagert wurde.
Drei Jahre nach dem Untergang der Plattform wurde das Linzer Auge eingeschmolzen.

## Bau

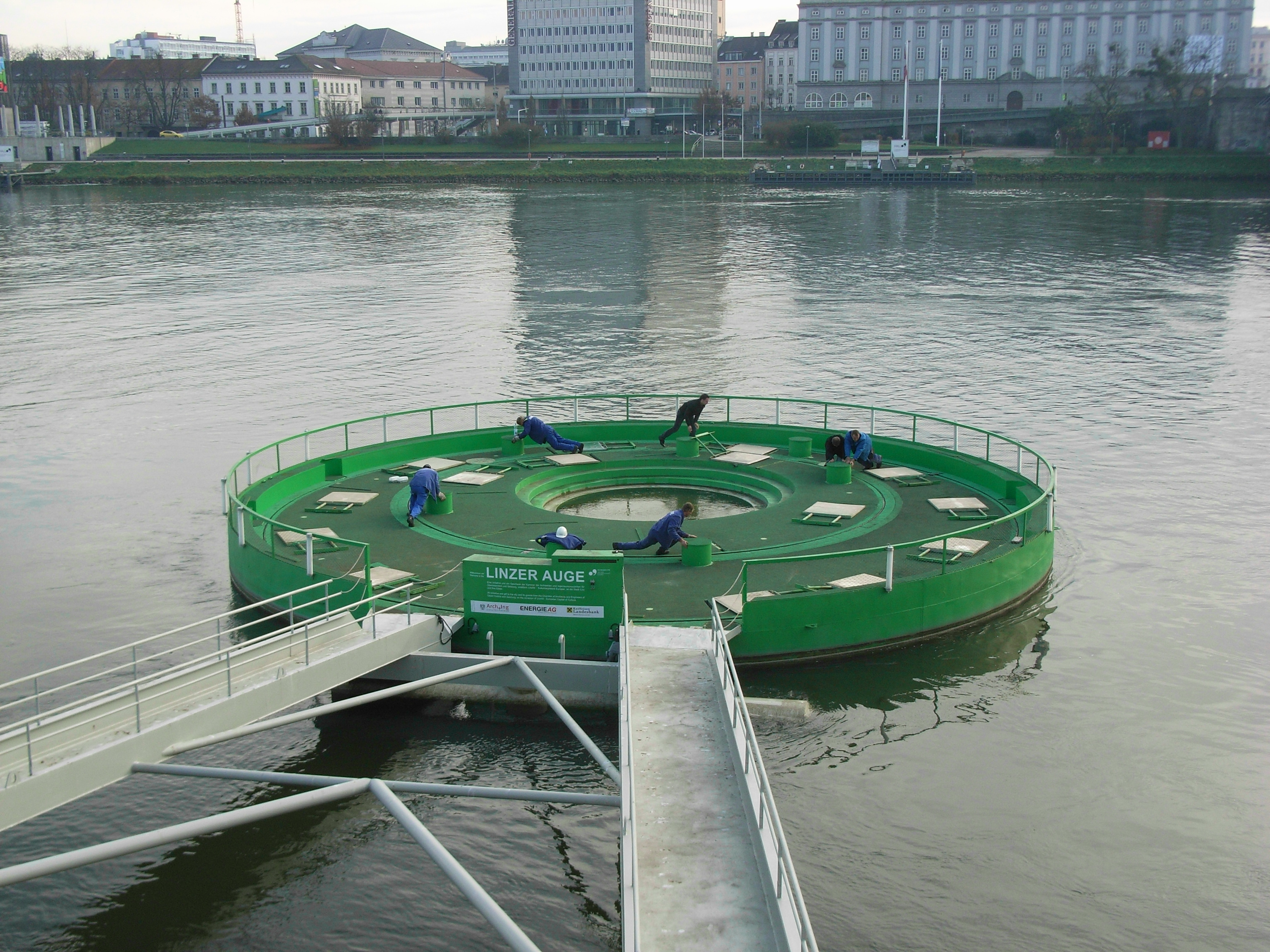
29. November 2009: Dreht es sich oder dreht es sich nicht?

Am 25. November 2008 wurde von der Kammer der Architekten und Ingenieurkonsulenten für Oberösterreich und Salzburg der Bau des Linzer Auges angekündigt. Die Projektkonzeption für das Linzer Auge erfolgte durch die Wiener Architektengruppe feld72. Als Planungsdauer wurden etwa zwei Jahre angegeben.
Die Bauarbeiten in Linz, unter anderem die Erstellung des Fundaments, wurden von der ALPINE Bau GmbH übernommen. Der Auftrag für den Bau des Pontons wurde aus Kostengründen an eine ausländische Firma vergeben, da die Fertigung bei der österreichischen Firma MCE AG ca. 50.000 € teurer gewesen wäre.
Die Plattform wurde in Bratislava von der H.A.W.K. v.o.s. Schiffswerft in vier Monaten Bauzeit gefertigt und über die Donau nach Linz geschleppt. Ursprünglich hätte das Linzer Auge bereits im Mai 2009 für Besucher zugänglich sein sollen, die Plattform kam allerdings erst mit einiger Verspätung im August 2009 in Linz an, wofür das Hochwasser der Donau verantwortlich gemacht wurde.
Nachdem zuerst das Fundament geändert werden musste, fand das Eröffnungsfest am 21. August 2009, drei Tage später als geplant, statt. Die geplante Freigabe für die Öffentlichkeit am 24. August musste kurzfristig abgesagt werden, da die Benützungsbewilligung erst nach Aufbringen eines rutschfesten Bodenbelags erteilt wurde. Am 11. September wurde die Plattform, ohne Drehung, erstmals für die Bevölkerung zugänglich gemacht. Als Ursache für die fehlende Drehfunktion galten zunächst die zu unpräzise gefertigten und eingebauten Lager.
Die Plattform wurde am 23. Oktober 2009 für eine erste Nachbesserung durch die MCE im Linzer Hafen wieder abgetragen. Der geplante Termin für den Wiederaufbau Ende Oktober musste nach der Begutachtung der Fertigungsmängel auf Ende November verschoben werden. Für die Nachbesserung wurde die Plattform in drei Teile zerlegt, um die ungenau gefertigten 122 Führungs- und Tragrollen auszuwechseln. Die Sanierung erfolgte an sechs Tagen in der Woche (06:00 bis 22:00) im Zweischicht-Betrieb mit jeweils vier Mann. Die Plattform wurde am 29. November, einen Tag später als geplant, wieder an ihrer vorgesehenen Position verankert. Für einen Test der Drehbewegung wurde die Plattform durch neun Personen mit Muskelkraft zusätzlich „angeschoben“. Die Drehbewegung durch die Wasserkraft der Donau aufrechtzuerhalten konnte allerdings nicht erreicht werden. Als Grund für die weiter ausbleibende Drehbewegung galten jetzt die, für die Fließgeschwindigkeit der Donau zu klein geplanten und gefertigten Schaufeln der Plattform.
Die zweite Nachbesserung sah ein Austarieren der Plattform und ggf. Vergrößern der Schaufelflächen vor. Der Versuch am 2. Dezember 2009 die Einzelelemente der Plattform mit 600 Sandsäcken so auszutarieren, dass die Reibung klein genug für eine selbständige Drehung ist, scheiterte. Im Anfang 2010 fertiggestellten Gutachten der Schiffbautechnischen Versuchsanstalt Wien werden sowohl Fehler bei der Berechnung als auch Fabrikationsfehler der Werft für das Ausbleiben der Drehung verantwortlich gemacht. Die Drehung alleine durch die Wasserkraft der Donau aufrechtzuerhalten ist daher, ohne einen umfangreichen Um- bzw. Neubau, laut Ziviltechnikerkammer, nicht zu realisieren.
Nach der dritten Nachbesserung, die am 13. April 2010 begann, wurde die permanente Drehbewegung durch den zusätzlichen Einbau eines Elektromotors unterstützt. Die Arbeiten wurden vor Ort von der MCE AG durchgeführt und am 3. Mai abgeschlossen.

## Kritik
Aufgrund der Pannen beim Bau und der Inbetriebnahme war das Linzer Auge bei der Bevölkerung umstritten. Darüber hinaus wurde kritisiert, dass der Standort der Plattform in unmittelbarer Nähe der Nibelungenbrücke nur sehr bedingt als Aussichtspunkt auf Linz geeignet ist. Mit Hinblick auf die Grazer Murinsel, die 2003 ebenfalls als Projekt der Kulturhauptstadt errichtet wurde, ist die Stahlkonstruktion als wenig attraktiv empfunden worden. In der Bevölkerung wurde sie daher auch abfällig als Nudlaug oder Fades Aug bezeichnet.

## Hochwasser Juni 2010

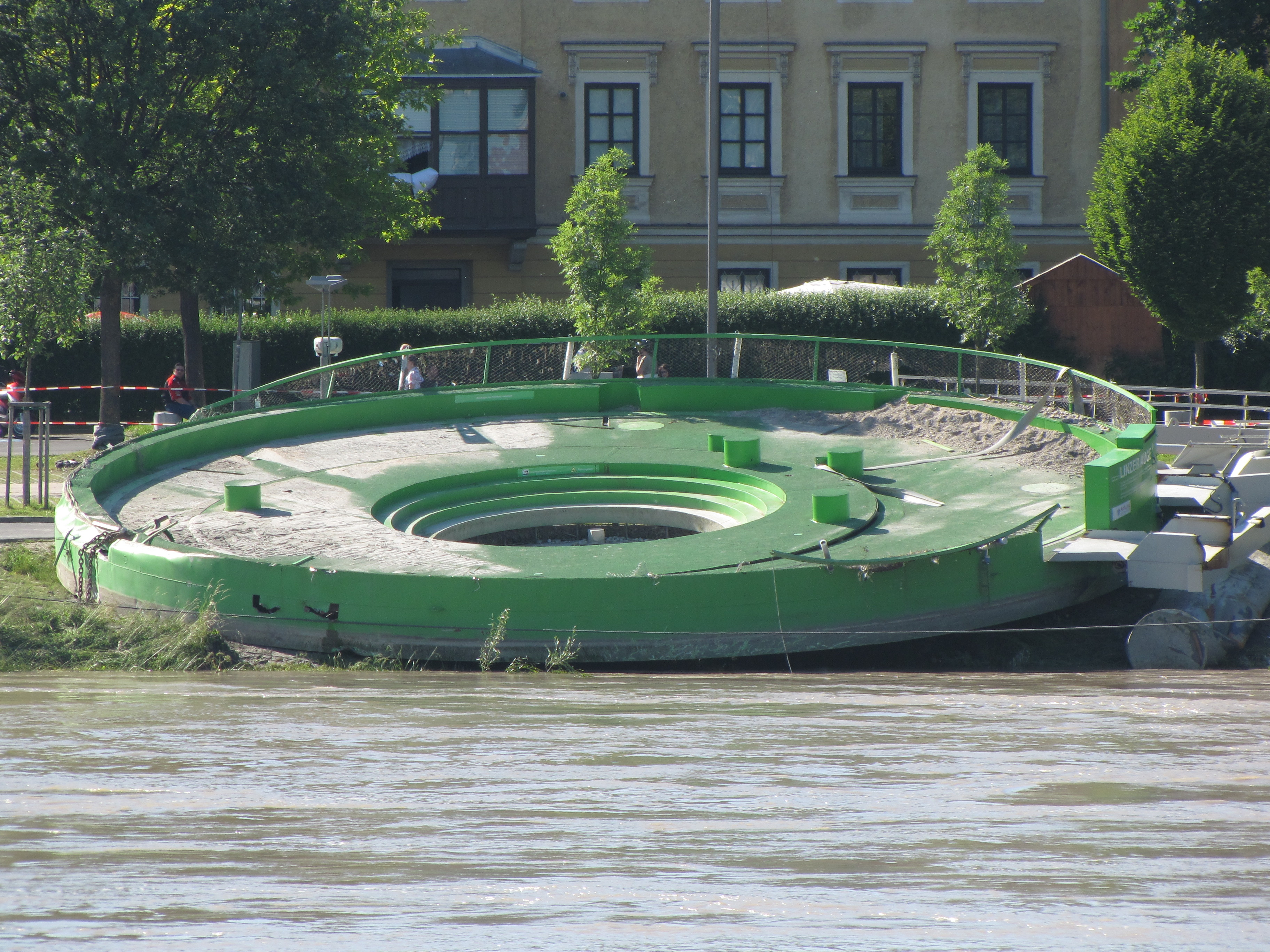
5. Juni 2010: Das geborgene Linzer Auge

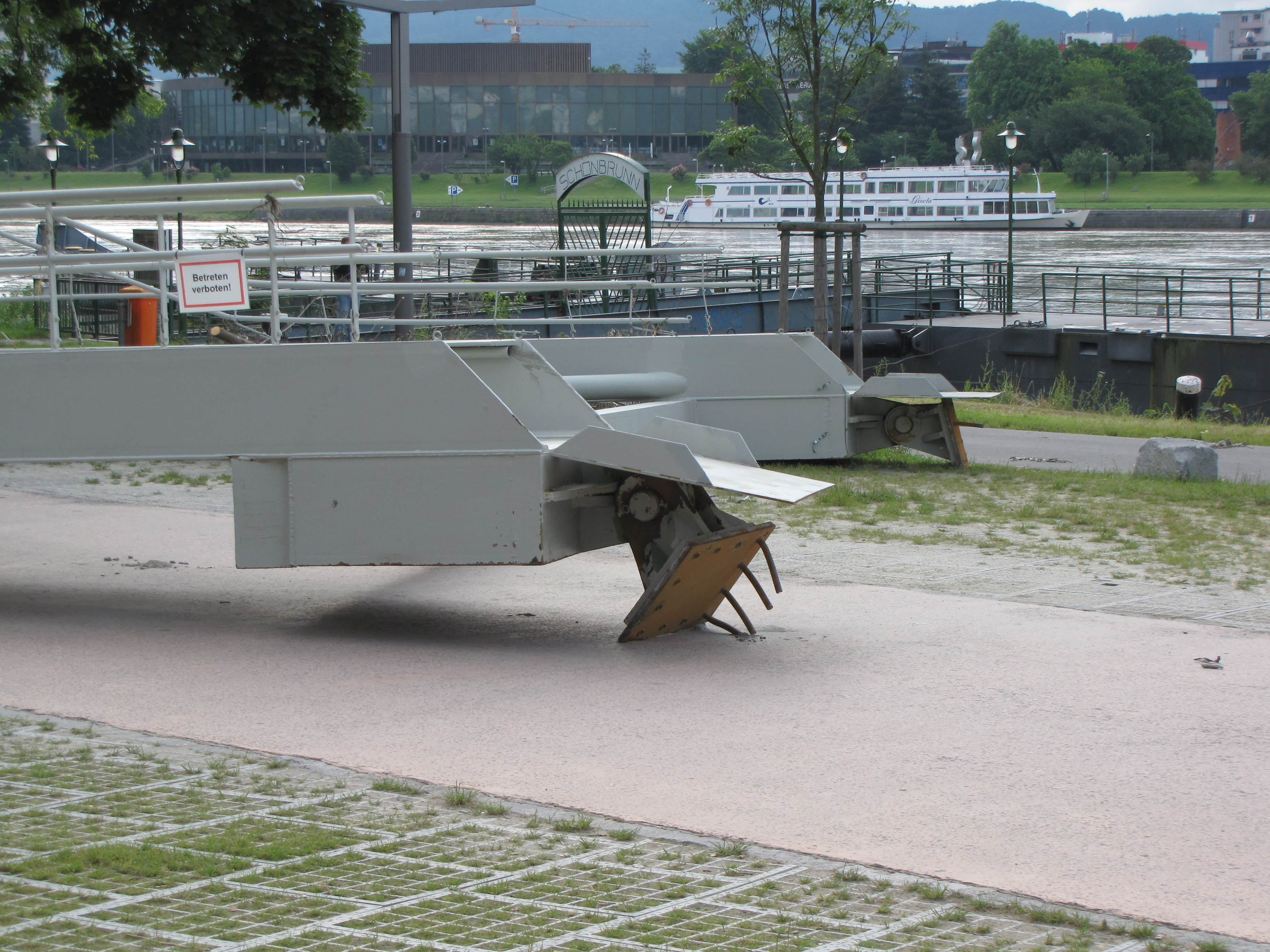
Verankerungsreste am Steg

Das Linzer Auge war mittels seiner beiden Stege an zwei Stellen mit dem Betonfundament am Ufer verbunden. In der Nacht vom 3. auf den 4. Juni 2010 wurde das Linzer Auge von der Hochwasser führenden Donau aus dieser Verankerung gerissen. Die Halteplatten waren an je zwölf Eisenstäben angeschweißt. Durch die Zug- und Druckbelastung aufgrund des Hochwassers der Donau rissen etliche der Schweißpunkte und einige der glatten Eisenstäbe wurden aus dem Beton herausgezogen. Die Strömung der Donau spülte das Linzer Auge mitsamt den beiden Stegen zur ca. 180 m entfernten Anlegestelle der Schönbrunn. Dabei wurden die Auftriebskörper beschädigt, wodurch der Ponton beinahe vollständig sank.
In einem Großeinsatz der Berufsfeuerwehr wurde das Linzer Auge zunächst gesichert und am Abend des 4. Juni mit drei Windenfahrzeugen und einem Bergekran geborgen. Wenige Tage nach dem Unglück stand endgültig fest, dass die Plattform nicht mehr repariert und an ihren früheren Standort zurückkehren wird.
Rudolf Kolbe, der als Präsident der Kammer der Architekten und Ingenieurskonsulenten das Linzer Auge in Auftrag gegeben hatte, bestätigte, dass ihm von Fachleuten mehrfach erklärt wurde, dass die Stahlkonstruktion auch ein Jahrhunderthochwasser überstehen würde. Die Ziviltechnikerkammer beschloss ein gerichtliches Beweissicherungsverfahren, bei dem von einem unabhängigen Experten festgestellt wurde, dass „eine unsachgemäß angebrachte Schweißnaht Mitschuld an der Havarie“ habe. Während des Beweissicherungsverfahren blieb das beschädigte Linzer Auge am Donauufer auf dem Gelände des Urfahraner Markts liegen und wurde dann am 8. Juli 2010 entfernt.

## Finanzierung
Die Kosten für den Bau wurden von den Initiatoren zu Beginn des Projekts mit ca. 300.000 € beziffert.
Der Stahl für den 58,5 Tonnen schweren Ponton wurde von der voestalpine geschenkt. Der Bau sollte von der Raiffeisenlandesbank Oberösterreich, der Energie AG und den Veranstaltern von Linz09 gesponsert werden. Aufgrund der Mängel wurden die Verträge von den vorgesehenen Sponsoren als nicht erfüllt angesehen, woraufhin diese den Vertrag auflösten. Die Raiffeisenlandesbank Oberösterreich und die Energie AG wollten zusammen ca. 50.000 € spenden und bezahlten in etwa die Hälfte des Betrags. Der bereits bezahlte Betrag wird allerdings nach der Pannenserie und dem aufgelösten Sponsorenvertrag zurückverlangt. Die Stadt Linz als Veranstalter von Linz09 hat ebenfalls 50.000 € zugesagt, wobei 30.000 € bisher bezahlt wurden.
Über die Gesamtkosten für Bau, Material, Nachbesserungen und Gutachten liegen derzeit keine öffentlich verfügbaren Daten vor. Aufgrund der zahlreichen aufwendigen Nachbesserungen inklusive Einbau eines Elektromotors kann davon ausgegangen werden, dass ein Mehrfaches der ursprünglich angesetzten Baukosten angefallen ist. Wer die Verantwortung für die Planungs- und Konstruktionsfehler und damit die unterschiedlichen zusätzlich angefallenen Kosten übernehmen muss, war nicht klar. So wurde z. B. versucht, die slowakische Werft für die Konstruktionsfehler in Regress zu nehmen. Zusätzlich galt es zu klären, ob nach dem Sinken der Plattform der Schaden durch die Versicherung gedeckt ist.
Die Kammer der Architekten und Ingenieurkonsulenten lehnte die Übernahme der Verantwortung für die Probleme bei der Konstruktion ab und verwies auf Berechnungsfehler der Planer und Fabrikationsfehler der Werft.
Drei Jahre nach der Havarie haben sich die Streitparteien außergerichtlich geeinigt. Die Höhe der Entschädigungssummen wurde nicht bekanntgegeben. Die Kammer der Architekten und Ingenieurkonsulenten ist aber "auf jeden Fall nicht mit einem Gewinn" ausgestiegen.